# 南風崎駅
南風崎駅（はえのさきえき）は、長崎県佐世保市南風崎町にある、九州旅客鉄道（JR九州）大村線の駅である。難読駅の一つ。

## 概要
現在のハウステンボス周辺に浦頭港と言う港があり、接続駅になっていた。太平洋戦争後、1945年（昭和20年）10月 - 1950年（昭和25年）4月まで、中国・東南アジア方面各地からの復員者・引揚者がこの駅より専用列車に乗込んでいた。
昭和20年代初期の時刻表には、2 - 3往復の南風崎駅始発東京行普通列車（下りは早岐行）が不定期列車として掲載されており、引揚援護局設置当時をしのぶことが出来る。

## 歴史
- 1898年（明治31年）1月20日：九州鉄道の駅として開設[2]。
- 1907年（明治40年）7月1日：九州鉄道国有化により、帝国鉄道庁に移管[2]。
- 1945年（昭和20年）10月14日：駅より初の復員・引揚客（9,997人）乗車。
- 1945年（昭和20年）11月24日：厚生省佐世保地方引揚援護局、針尾島に設置。以後、南風崎駅からの復員・引揚客を受け持つ。
- 1950年（昭和25年）5月5日：佐世保地方引揚援護局廃止。
- 1962年（昭和37年）2月15日：貨物取扱廃止[2]。
- 1971年（昭和46年）10月20日：荷物扱い廃止[3]。無人駅化[4]。
- 1987年（昭和62年）4月1日：国鉄分割民営化により、九州旅客鉄道（JR九州）の駅となる[2]。
- 2025年（令和7年）：ICカード「SUGOCA」を導入（予定）[5]。

## 駅構造
早岐方向に向かって右側（諫早方面乗り場側）にステンドグラスが特徴的な駅舎を備え、相対式ホーム2面2線を有する地上駅。互いのホームは構内踏切で連絡している。
無人駅となっている。駅ホームに復員・引揚輸送に関する案内板がある。
駅舎の左側（ステンドグラス側）にはトイレが設けられているが、2022年頃から使用禁止となった。

### のりば
| のりば | 路線    | 方向 | 行先             |
| ------ | ------- | ---- | ---------------- |
| 1      | ■大村線 | 下り | 諫早・長崎方面   |
| 2      | ■大村線 | 上り | 早岐・佐世保方面 |

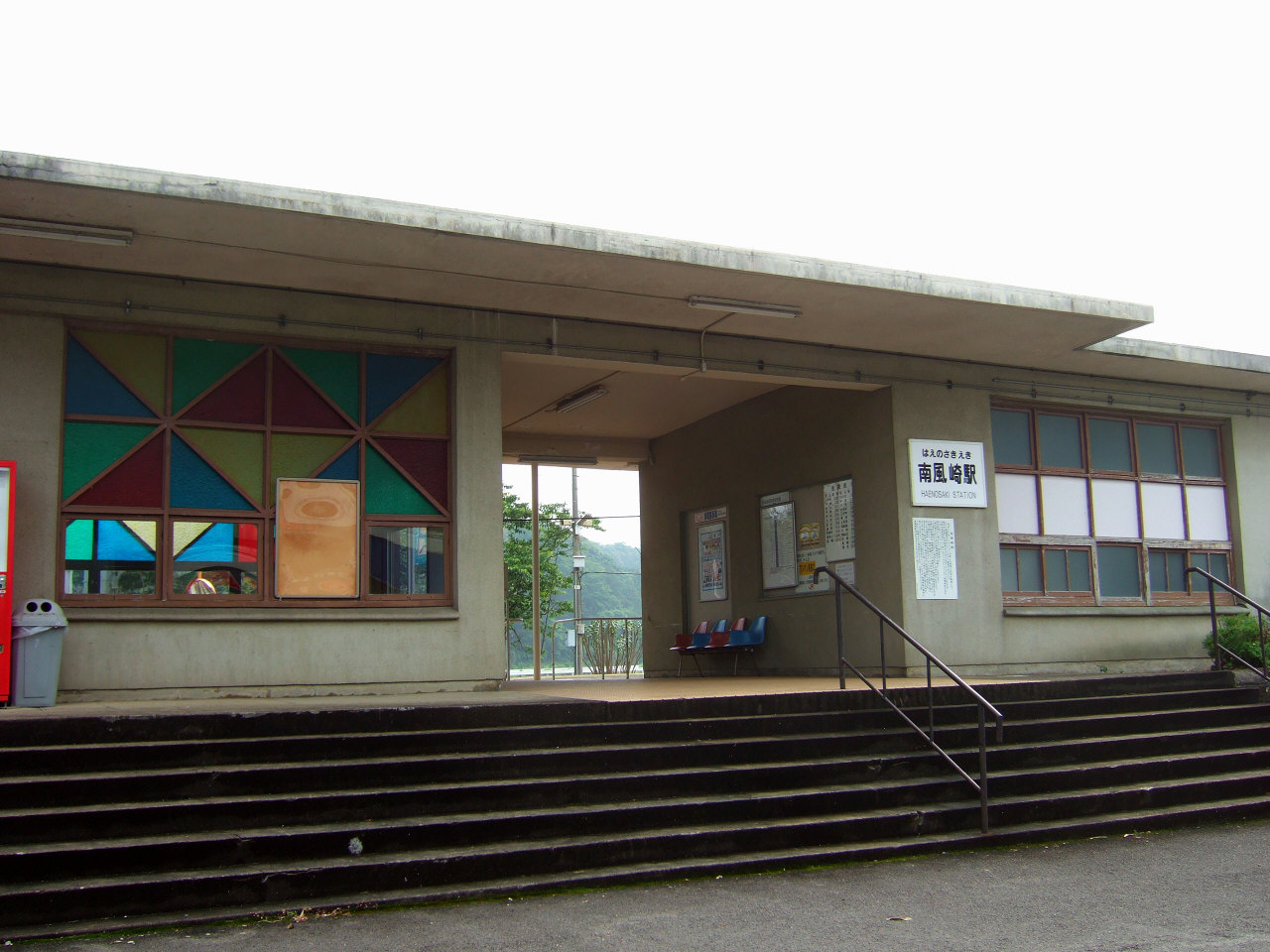
駅舎に設けられたステンドグラス（2008年6月）
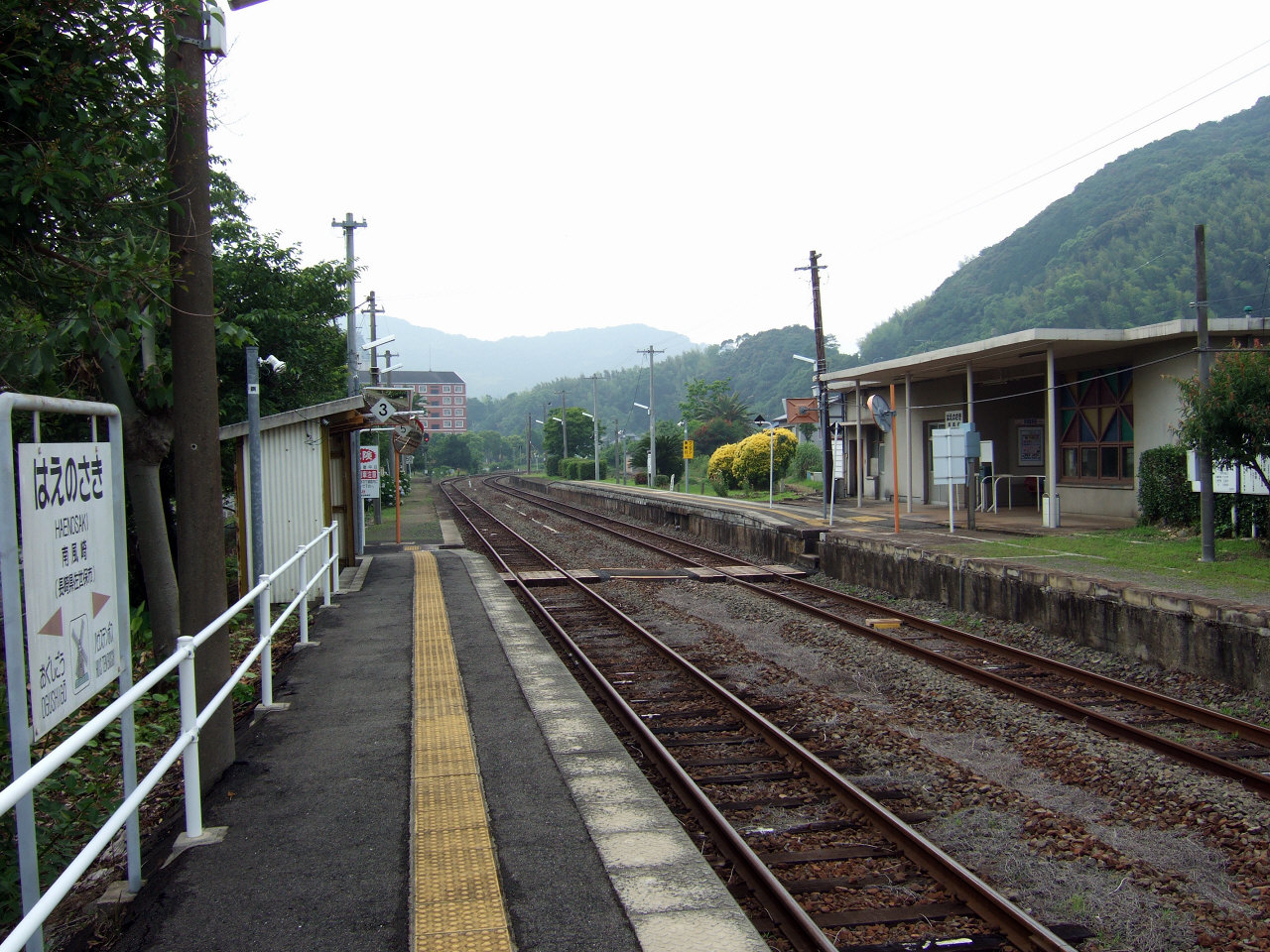
構内（2008年6月）

## 利用状況
- 2010年度の1日平均乗車人員は15人である。

| 乗車人員推移 | 乗車人員推移 |
| 年度         | 1日平均人数  |
| ------------ | ------------ |
| 2000         | 15           |
| 2001         | 17           |
| 2002         | 17           |
| 2003         | 20           |
| 2004         | 18           |
| 2005         | 16           |
| 2006         | 17           |
| 2007         |              |
| 2008         |              |
| 2009         |              |
| 2010         | 15           |

## 駅周辺
佐世保市の南端部にあたる。駅の北側を大村線に並行する形で国道205号が通っている。駅の西側にはハウステンボスのデザインに合わせたハウステンボスの寮がある。
- 南風崎郵便局
- 佐世保市役所宮支所
- 佐世保市立宮中学校
- 佐世保市立宮小学校

## 隣の駅
九州旅客鉄道（JR九州）
■大村線
■快速「シーサイドライナー」
通過
■区間快速「シーサイドライナー」・■普通
ハウステンボス駅 - 南風崎駅 - 小串郷駅